# Cá vàng xà cừ

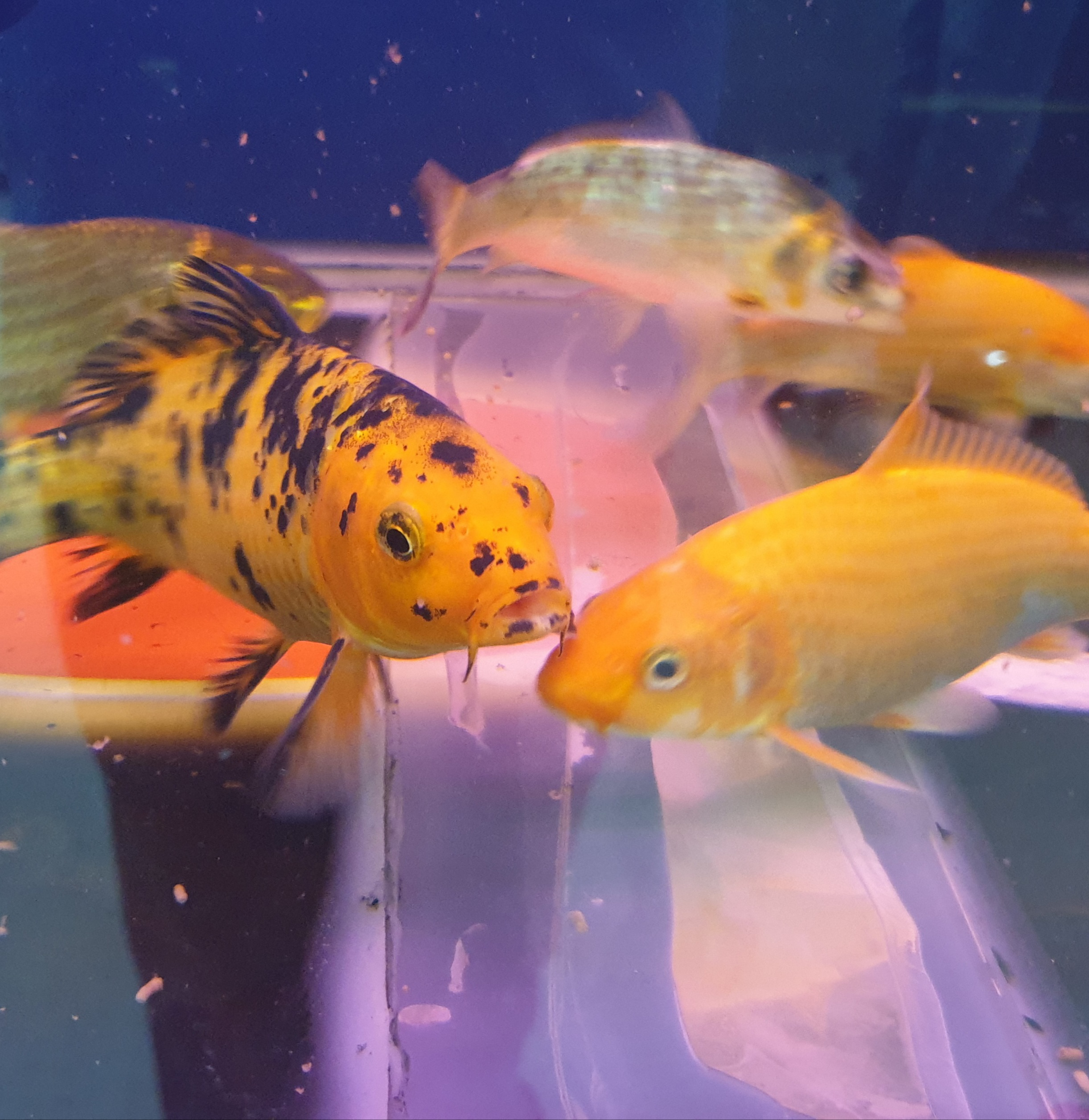
Một con cá vàng xà cừ ở Việt Nam

Cá vàng xà cừ (tên tiếng Anh: Calico) là một giống cá vàng được chọn lọc từ nhiều chủng với đặc điểm là có các đốm xà cừ trên cơ thể lẫn với màu nền tạo ra vẻ lem luốc. Màu sắc của giống cá này sự pha trộn giữa các màu kim loại như đỏ, vàng, xám và đen với dải màu trong suốt tạo cho nó một vẻ ngoài ấn tượng, không lẫn vào đâu được. Những vảy này có một chút ánh sáng tạo ra vẻ ngoài như ngọc trai. Nếu là dạng đốm (calico), màu xanh chiếm 25% màu sắc của cơ thể. Kích thước chiều dài của nó tương đương với cá vàng thông thường với kích thước phát triển khoảng 12 inches đối với các cá thể cá vàng xà cừ trưởng thành.